# 轮滑鞋

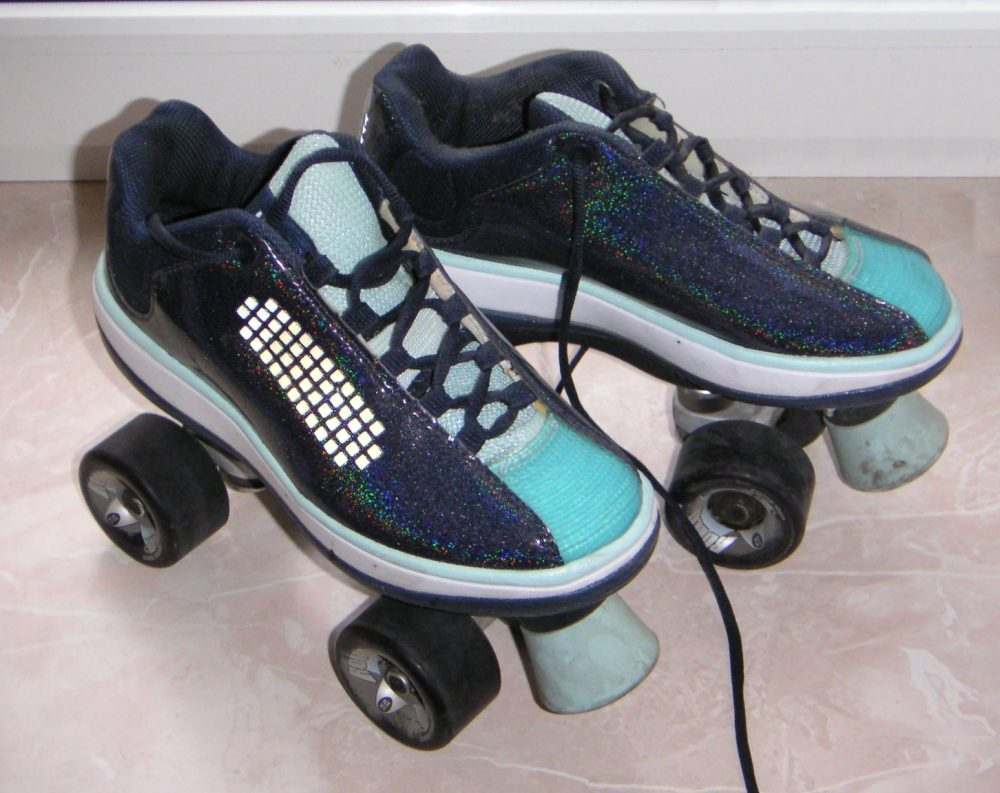
一双轮滑鞋

轮滑鞋又稱輪鞋，是一种装有轮子的鞋子。有人穿着轮滑鞋站立时，身体會晃动或失控，致使轮滑鞋向前后滑动或左右翻转。轮滑鞋滑动的方向只能是沿轮轴的垂直方向向前或向后滑动。